# María Paz Troncoso
María Paz Troncoso Pulgar (1 de diciembre de 1975-23 de julio de 2024) fue una administradora pública y política chilena. Desde noviembre de 2020 hasta marzo de 2022 se desempeñó como subsecretaria de Desarrollo Regional y Administrativo bajo el segundo gobierno de Sebastián Piñera.

## Estudios
Realizó sus estudios superiores en la carrera de administración pública en la Universidad de Chile, cursando posteriormente una licenciatura en gobierno y gestión pública en la misma casa de estudios. Así mismo, completó un diplomado en seguridad y defensa en la Academia Nacional de Estudios Políticos y Estratégicos (ANEPE) y un diplomado en gestión de gobiernos locales en la Universidad del Desarrollo (UDD).

## Trayectoria profesional
Ejerció su profesión en el sector público y privado, se desempeñó como directora de la Secretaría Comunal de Planificación de la Municipalidad de Santiago entre 2009 y 2012; directora del mismo organismo en la Municipalidad de La Florida entre 2004 y 2008; en la Municipalidad de Lo Barnechea entre 2015 y 2016, y finalmente, en la Municipalidad de La Reina desde 2016 hasta 2018.
Bajo el primer gobierno de Sebastián Piñera, trabajó como asesora del gabinete del titular de la Subsecretaría de Desarrollo Regional y Administrativo (Subdere), Miguel Flores.
Durante el segundo mandato de Piñera, volvió a trabajar en la Subdere, ejerciendo como jefa de la División de Desarrollo Regional de dicha institución desde marzo de 2018 hasta noviembre de 2020.
El 20 de noviembre de 2020, luego de la renuncia de Juan Manuel Masferrer, fue designada por el presidente Sebastián Piñera, para asumir la titularidad de la Subsecretaría de Desarrollo Regional y Administrativo, siendo la tercera mujer y primera sin militancia política en el cargo.Durante su desempeño en el cargo priorizó el contacto directo con los municipios de las comunas de las distintas regiones del país, realizando múltiples viajes que le permitieron trabajar con un conocimiento adquirido en terreno acerca de las necesidades de los distintos municipios.
Formó parte del proyecto de restauración del Museo de Santiago Casa Colorada, recibiendo un reconocimiento póstumo en la ceremonia de reapertura de este. 